# Liste der Schweizer Botschafter in der Türkei
Schweizer Botschafter in der Türkei.

## Missionschefs
- 1928–1937: Henri François Martin (1878–1959), Gesandter
- 1937–1945: Etienne Lardy (1886–1970)
- 1946–1950: Camille Gorgé (1893–1978)
- 1951–1957: Julien Rossat (1901–1978)
- 1957–1962: Eric Kessler (1897–1981), Botschafter
- 1962–1965: René Keller (1914–1997)
- 1966–1972: Arturo Marcionelli (1910–1994)
- 1973–1974: Jean-Denis Grandjean (1915–1977)
- 1974–1976: Charles Masset (1915–1988)
- 1976–1980: Georges Bonnant (1915–2008)
- 1980–1983: Dieter Eric Chenaux-Repond (1934–2000)
- 1983–1987: André Maillard (1926–2005)
- 1987–1991: Adolf Lacher (1935–2013)
- 1991–1993: Pierre Barraz (* 1940)
- 1993–1993: Paul André Ramseyer (* 1937)
- 1994–2000: André Faivet (* 1944)
- 2000–2004: Kurt Wyss (1939–2019)
- 2004–2009: Walter Gyger (* 1946)
- 2009–2013: Raimund Kunz (* 1948)
- 2013–2017: Walter Haffner
- 2017–2021: Dominique Paravicini (* 1967)
- 2021–2023: Jean-Daniel Ruch (* 1963)

Seit 1928 Gesandtschaft, ab 1957 Botschaft. Zwischen 1935 und 1937 war der Missionschef auch in Ägypten akkreditiert und zwischen 1937 und 1945 auch in Sofia akkreditiert.